# 坂田新
坂田 新（さかた しん、1949年6月28日 - 2009年12月23日）は、日本の古典中国文学者。
1973年早稲田大学文学部中国文学科卒、1978年同大学院博士課程満期退学、愛知県立大学助教授、教授、香港大学客員教授。愛知文教大学教授(中国語の基礎を習得した生徒向けの演習を担当)、学長に就いたが、在職中の2009年12月23日に胃癌のため死去した。当時、副学長を務めていた岸雅裕(地域文化研究、日本文化史の演習を担当)が病気の治療のために2006年度途中から休養(後に2012年3月30日逝去)していたこともあり後任の学長は古文書の教鞭をしていた増田孝(現・愛知東邦大学所属)が引き継いだ。

## 著書
- 白雲悠々 天 塔文学会 1970
- 漢詩作法講話 本の友社 1989.5
- 理想への意志 松浦友久編 東方書店(心象紀行：漢詩の情景) 1990.10
- 江戸漢詩選 第4巻 志士 藤田東湖・佐久間象山・吉田松陰・橋本左内・西郷隆盛 岩波書店 1995.11
- 漢詩で詠む中国歴史物語 1 春秋戦国時代〜漢時代 世界文化社 1996.7
- 故事ことわざで読む論語 小学館ジェイブックス　1997.11
- 中国歴史紀行 遥かなる歴史、勇躍する英傑、広大な風土をたどる第1巻（編）学習研究社 1997.2
- 論語紀行 日本放送出版協会・NHKライブラリー 2000.8

## 参考
- J-GLOBAL